# クロスカントリーラリー・ワールドカップ
クロスカントリーラリー・ワールドカップ （Cross Country Rally World Cup）とは、FIA（国際自動車連盟）が主催していたラリーレイドの世界シリーズ。
2022年からは世界選手権に格上げされ、世界ラリーレイド選手権（W2RC）として開催される。
なおFIAの公式サイトではシリーズ名は『World Cup For Cross Country Rallies（ワールドカップ・フォー・クロスカントリー・ラリーズ）』と表記されているが、当記事では同シリーズの公式Facebookのそれや一般に使用されている呼称に従う。

## 概要

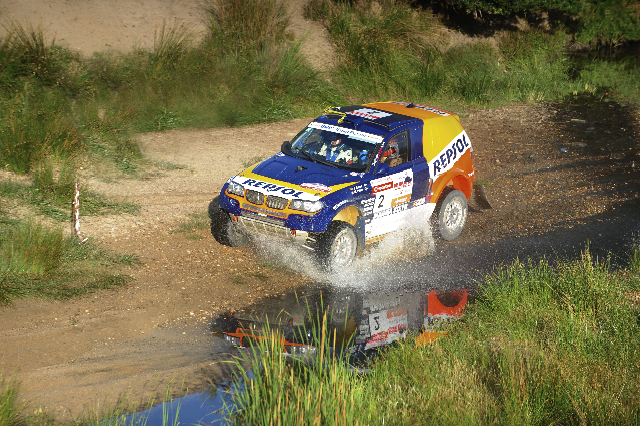
バハ・アラゴン（2009年）

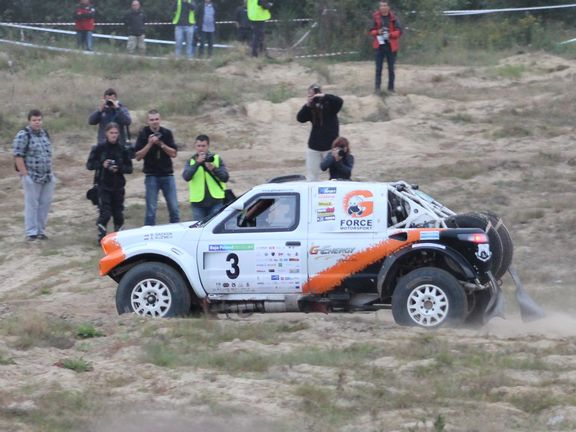
バハ・ポーランド（2012年）

1993年に、それまで世界各地で開かれていたラリーレイドのイベントをFIAの元に統括し、ワールドカップとして開幕させた。
2018年時点では年間11戦で、最大8日間で争われた。各イベントは距離によって長い順に『マラソン・クロスカントリーラリー』、『クロスカントリーラリー』、『バハ・クロスカントリーラリー』の3種類に分けられる。このうちマラソン・クロスカントリーに相当するのは、ダカール・ラリー（1998〜2001年）とシルクウェイ・ラリー（2020〜2021年）のみであった。バハ・クロスカントリーラリーは2002年にFIA欧州カップとして誕生したものが、2012年以降別個にワールドカップとして存在している。
以前は伝統のダカール・ラリーもカレンダーに加わっていたが、ダカールが独自規定を導入したこともあってほとんどの年で外れている。メーカー系ワークスチームはダカールの優勝を最優先しているため、本シリーズにはフル参戦せずトレーニングとしてスポット参戦する場合も多く、勢力図はダカールとは少々異なる。
車両規定はダカール・ラリーと同じく、グループT1～T5が採用される。賞典はグループT1のドライバー/コ・ドライバー/チーム、グループT2・T3のドライバー/チームに与えられる。過去にはマニュファクチャラーズタイトルも設定されていた。
日本勢はかつて三菱自動車や日産自動車のワークスチームが参戦していた。末期はトヨタSA（南アフリカ法人）がナッサー・アル＝アティヤとともに参戦していたほか、プライベーターにも三菱、トヨタ、日産のマシンが多く用いられた。
2022年にFIM（国際モーターサイクリズム連盟）の世界クロスカントリーラリー選手権と統合する形で、世界ラリーレイド選手権へ発展した。ただしバハ・クロスカントリーラリーのワールドカップは独立する形で現在も存続している。

## 歴代チャンピオン
| 年   | ドライバー                             | コ・ドライバー                         | マシン                                   |
| ---- | -------------------------------------- | -------------------------------------- | ---------------------------------------- |
| 1993 | ピエール・ラルティーグ                 | ミシェル・ペリン                       | シトロエン・ZX RR                        |
| 1994 | ピエール・ラルティーグ                 | ミシェル・ペリン                       | シトロエン・ZX RR                        |
| 1995 | ピエール・ラルティーグ                 | ミシェル・ペリン                       | シトロエン・ZX RR                        |
| 1996 | ピエール・ラルティーグ                 | ミシェル・ペリン                       | シトロエン・ZX RR                        |
| 1997 | アリ・バタネン                         | フレッド・ギャラハー                   | シトロエン・ZX RR                        |
| 1998 | ジャン＝ルイ・シュレッサー             | フィリップ・モネ                       | シュレッサー・バギー                     |
| 1999 | ジャン＝ルイ・シュレッサー             | フィリップ・モネ                       | シュレッサー・バギー                     |
| 2000 | ジャン＝ルイ・シュレッサー             | アンリ・マーニュ                       | シュレッサー・バギー                     |
| 2001 | ジャン＝ルイ・シュレッサー             | アンリ・マーニュ                       | シュレッサー・バギー                     |
| 2002 | ジャン＝ルイ・シュレッサー             | アンリ・マーニュ                       | シュレッサー・バギー                     |
| 2003 | カルロス・ソウザ                       | アンリ・マーニュ                       | 三菱・パジェロエボリューション           |
| 2004 | カリファ・アル＝ムタウェイ             | アラン・ゲネック                       | BMW・X5 CC                               |
| 2005 | ブルーノ・サビー                       | ミシェル・ペリン                       | フォルクスワーゲン・レーストゥアレグ     |
| 2006 | セルゲイ・シマコフ                     | コンスタンティン・メシェリャコフ       | バギーZIL                                |
| 2007 | カルロス・サインツ                     | ミシェル・ペリン                       | フォルクスワーゲン・レーストゥアレグ     |
| 2008 | ナッサー・アル＝アティヤ               | ティナ・ターナー                       | BMW・X3 CC                               |
| 2009 | ゲラン・シシェリ                       | ティナ・ターナー                       | BMW・X3 CC                               |
| 2010 | レオニード・ノヴィツキー               | アンドレアス・シュルツ                 | BMW・X3 CC                               |
| 2011 | レオニード・ノヴィツキー               | アンドレアス・シュルツ                 | BMW・X3 CC                               |
| 2012 | カリファ・アル＝ムタウェイ             | アンドレアス・シュルツ                 | Mini・All4 Racing                        |
| 2013 | クシシュトフ・ホロウィッツ             | アンドレアス・シュルツ                 | Mini・All4 Racing                        |
| 2014 | ウラジミール・バジリエフ               | コンスタンティン・ジルトソフ           | Mini・All4 Racing                        |
| 2015 | ナッサー・アル=アティヤ                | マシュー・ボウメル                     | Mini・All4 Racing                        |
| 2016 | ナッサー・アル=アティヤ                | マシュー・ボウメル                     | トヨタ・ハイラックス                     |
| 2017 | ナッサー・アル=アティヤ                | マシュー・ボウメル                     | トヨタ・ハイラックス                     |
| 2018 | ヤクブ・プルジゴンスキー               | トム・コルソウル                       | MINI・ジョン・クーパー・ワークス・バギー |
| 2019 | ステファン・ペテランセル               | アンドレア・ペテランセル               | MINI・ジョン・クーパー・ワークス・バギー |
| 2020 | COVID-19のパンデミックによりキャンセル | COVID-19のパンデミックによりキャンセル | COVID-19のパンデミックによりキャンセル   |
| 2021 | ナッサー・アル=アティヤ                | マシュー・ボウメル                     | トヨタ・ハイラックス                     |